# Fetish (singel)
Fetish – singel amerykańskiej piosenkarki Seleny Gomez. Powstały przy gościnnym udziale amerykańskiego rapera Gucci Mane’a. Singel swoją premierę miał 13 lipca 2017. Twórcami tekstu utworu są Chloe Angelides, Brett McLaughlin, Gino „Farrago” Barletta, Jonas Jeberg, Selena Gomez, Alex Schwartz, Joe Khajadourian, Radric Davis i Radric Davis, natomiast jego produkcją zajęli się Jonas Jeberg oraz The Futuristics.
„Fetish” jest utrzymany w stylu muzyki alt-pop i trap-pop. Utwór był notowany na 27. miejscu na liście najlepiej sprzedających się singli w Stanach Zjednoczonych.

## Lista utworów
- Digital download[1]

1. „Fetish” (featuring Gucci Mane) – 3:06

- Digital download (Galantis Remix)[2]

1. „Fetish” (featuring Gucci Mane) (Galantis Remix) – 3:27

## Notowania i certyfikaty
| Lista (2017)                          | Najwyższa pozycja |
| ------------------------------------- | ----------------- |
| Australia (Top 50 Singles)            | 23                |
| Austria (Ö3 Austria Top 40)           | 31                |
| Belgia (Ultratip Flanders)            | 2                 |
| Belgia (Ultratip Wallonia)            | 5                 |
| Czechy (Rádio – Top 100)              | 60                |
| Czechy (Singles Digitál – Top 100)    | 10                |
| Dania (Track Top-40)                  | 22                |
| Dominikana (Monitor Latino)           | 10                |
| Filipiny (Philippine Hot 100)         | 19                |
| Finlandia (Suomen virallinen lista)   | 5                 |
| Francja (Top Singles & Titres)        | 31                |
| Hiszpania (PROMUSICAE)                | 12                |
| Holandia (Single Top 100)             | 49                |
| Irlandia (Singles Chart)              | 29                |
| Kanada (Billboard Canadian Hot 100)   | 10                |
| Liban (Lebanese Top 20)               | 12                |
| Litwa (M-1 Top 40)                    | 1                 |
| Łotwa (Latvijas Top 40)               | 22                |
| Malezja (RIM)                         | 5                 |
| Niemcy (Media Control Charts)         | 36                |
| Norwegia (VG-Lista)                   | 29                |
| Nowa Zelandia (Recorded Music NZ)     | 16                |
| Portugalia (AFP)                      | 12                |
| Słowacja (Rádio – Top 100)            | 53                |
| Słowacja (Singles Digitál – Top 100)  | 5                 |
| Stany Zjednoczone (Hot 100)           | 27                |
| Stany Zjednoczone (Mainstream Top 40) | 19                |
| Stany Zjednoczone (Rhythmic)          | 39                |
| Szkocja (OCC)                         | 36                |
| Szwajcaria (Singles Top 100)          | 28                |
| Szwecja (Sverigetopplistan)           | 24                |
| Węgry (Single (track) Top 40 lista)   | 19                |
| Węgry (Stream Top 40)                 | 7                 |
| Wielka Brytania (UK Singles Chart)    | 33                |
| Włochy (FIMI)                         | 53                |

| Kraj                         | Certyfikat         | Sprzedaż   |
| ---------------------------- | ------------------ | ---------- |
| Australia (ARIA)             | 2× platynowa płyta | 140 000+   |
| Brazylia (Pro-Música Brasil) | diamentowa płyta   | 250 000+   |
| Dania (IFPI Danmark)         | złota płyta        | 45 000+    |
| Francja (SNEP)               | złota płyta        | 100 000+   |
| Kanada (MC)                  | 2× platynowa płyta | 160 000+   |
| Norwegia (IFPI Norge)        | platynowa płyta    | 60 000+    |
| Nowa Zelandia (RMNZ)         | platynowa płyta    | 30 000+    |
| Polska (ZPAV)                | złota płyta        | 25 000+    |
| Portugalia (AFP)             | złota płyta        | 5 000+     |
| Stany Zjednoczone (RIAA)     | platynowa płyta    | 1 000 000+ |
| Szwecja (GLF) (streaming)    | złota płyta        | 4 000 000+ |
| Wielka Brytania (BPI)        | srebrna płyta      | 200 000+   |
| Włochy (FIMI)                | złota płyta        | 25 000+    |

## Historia wydania
| Region            | Data            | Format                      | Wytwórnia  | Źródło       |
| ----------------- | --------------- | --------------------------- | ---------- | ------------ |
| Świat             | 13 lipca 2017   | Digital download            | Interscope | [ 63 ] [ 1 ] |
| Stany Zjednoczone | 25 lipca 2017   | Contemporary hit radio      | Interscope | [ 64 ]       |
| Stany Zjednoczone | 8 sierpnia 2017 | Rhythmic contemporary radio | Interscope | [ 65 ]       |